# Елліністична релігія

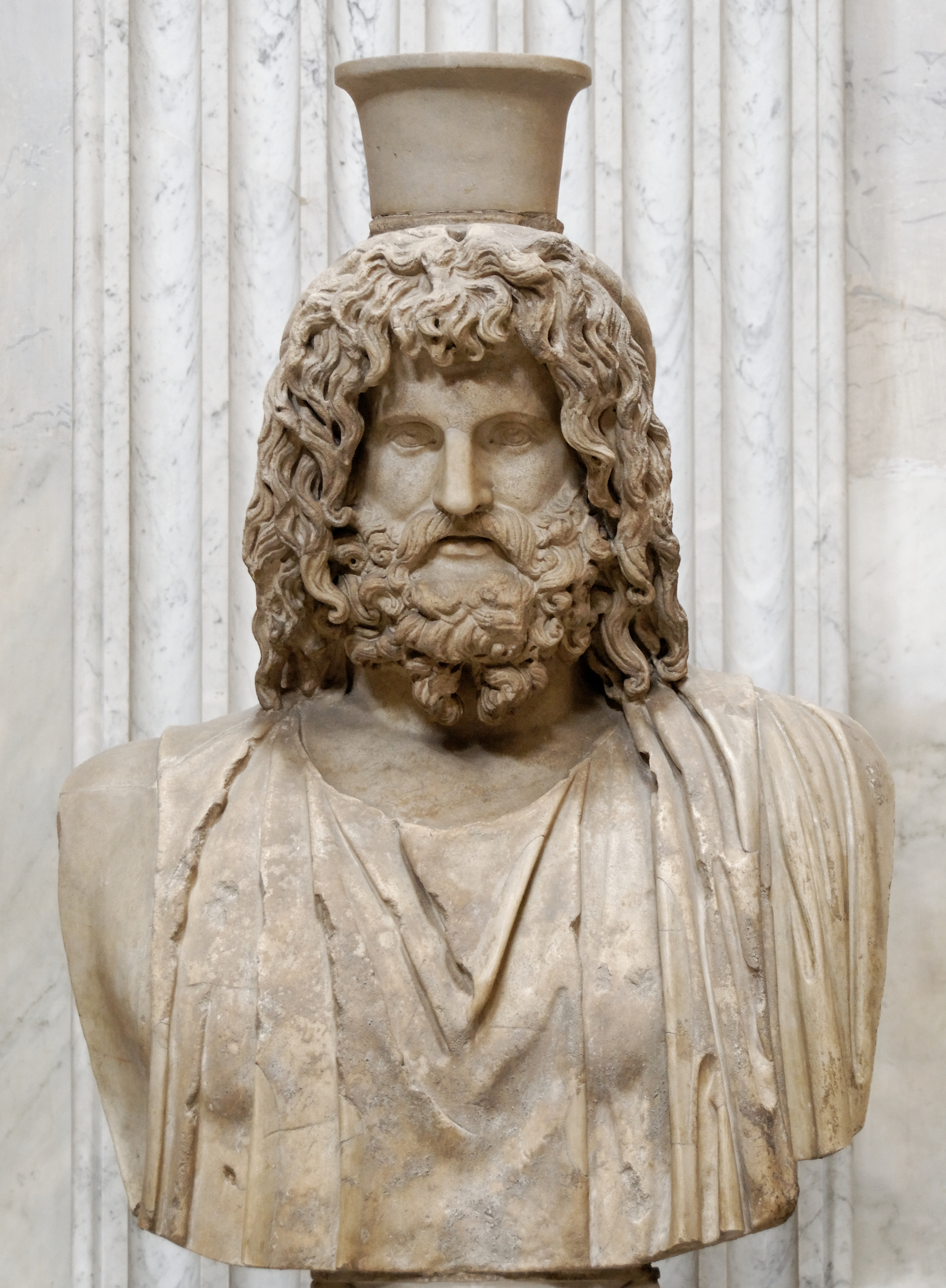
Серапіс, греко-єгипетський бог, якому поклонялися в елліністичному Єгипті

Поняття елліністичної релігії як пізньої форми давньогрецької релігії охоплює будь-яку з різних систем вірувань і практик людей, які жили під впливом давньогрецької культури в період еллінізму та Римської імперії ( прибл. 300 до н. е. до 300 н. е.) В елліністичній релігії було багато спадкоємності: люди продовжували поклонятися грецьким богам і практикувати ті самі обряди, що й у класичній Греції .
Зміни відбулися внаслідок додавання нових релігій з інших країн, у тому числі єгипетських божеств Ісіди та Серапіса та сирійських богів Атаргатіс і Хадад, які забезпечили новий вихід для людей, які шукають задоволення як у теперішньому, так і в потойбічному житті. Поклоніння обожненим елліністичним правителям також стало характерною рисою цього періоду, особливо у Єгипті, де Птолемеї адаптували попередні єгипетські практики та грецькі культи героїв і ствердилися як фараони у новому синкретичному культі Птолемеїв Александра Македонського. В інших місцях правителі могли отримати божественний статус, не досягаючи повного статусу бога.
Багато людей займалися магією, і це теж було продовженням попередніх часів. В усьому елліністичному світі люди зверталися до оракулів і використовували талісмани та фігурки, щоб відлякувати нещастя або чаклувати. У цю епоху розвинулась складна система елліністичної астрології, яка намагалася визначити характер і майбутнє людини за рухом сонця, місяця та планет. Системи елліністичної філософії, такі як стоїцизм та епікурейство, запропонували світську альтернативу традиційній релігії, навіть якщо їхній вплив здебільшого обмежувався освіченою елітою.

## Класична грецька релігія

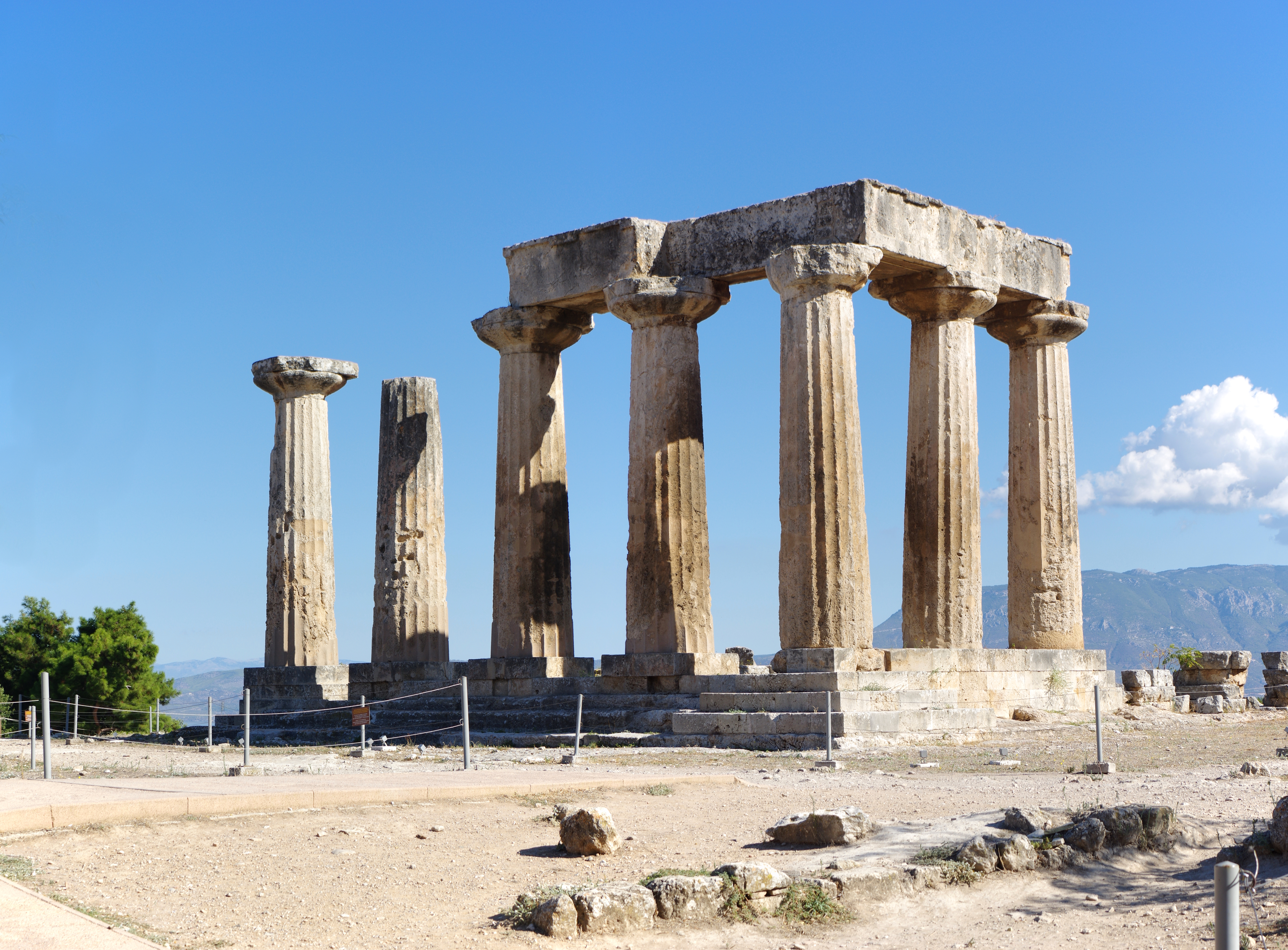
Залишки храму Аполлона в Коринфі

Центральними для грецької релігії в античні часи були дванадцять олімпійських божеств на чолі з Зевсом. Кожен бог вшановувався кам’яними храмами та статуями, а також святилищами (священними огородженнями), які, хоча й були присвячені певному божеству, часто містили статуї, присвячені іншим богам. Міста-держави проводили різні фестивалі та ритуали протягом року, приділяючи особливу увагу богу-покровителю міста, такому як Афіна в Афінах або Аполлон у Коринфі.
Релігійна практика також передбачала поклоніння героям, людям, яких вважали напівбожественними. Такі герої варіювалися від міфічних фігур в епосі Гомера до історичних людей, таких як засновник міста. На місцевому рівні ландшафт був наповнений сакральними місцями та пам'ятниками; наприклад, багато статуй німф було знайдено біля джерел і навколо них, а стилізовані фігури Гермеса часто можна було зустріти на розі вулиць.
Магія була центральною частиною грецької релігії , і оракули дозволяли людям визначати божественну волю за шелестом листя; форма полум'я та диму на вівтарі; політ птахів; шуми, які видає пружина; або в нутрощах тварини. Також давно відомими були Елевсінські містерії, пов'язані з Деметрою та Персефоною. Людей привчали до таємничих релігій через церемонії ініціації, які традиційно трималися в таємниці. Ці релігії часто мали на меті особисте вдосконалення, яке також поширювалося на загробне життя .
Після завоювань Александра Македонського грецька культура широко поширилася й увійшла в набагато тісніший контакт із цивілізаціями Близького Сходу та Єгипту . Найзначнішими змінами, які вплинули на грецьку релігію, були імпорт іноземних божеств і розвиток нових філософських систем. Старіші огляди елліністичної релігії, як правило, зображували епоху релігійного занепаду, розрізняючи зростання скептицизму, агностицизму та атеїзму, а також зростання забобонів, містицизму та астрології.
Однак немає підстав припускати, що відбувся занепад традиційної релігії. Є багато документальних доказів того, що греки продовжували поклонятися тим самим богам з тими ж жертвоприношеннями, присвятами та святами, що й у класичний період. Нові релігії дійсно з'явилися в цей період, але не виключаючи місцевих божеств , і лише меншість греків була залучена до них.

### Нові релігії того періоду
Єгипетська релігія, яка слідує за Ісідою, була найвідомішою з нових релігій. Релігію привезли до Греції єгипетські священики, спочатку для невеликих єгипетських громад у портових містах грецького світу. Хоча єгипетська релігія знайшла лише невелику аудиторію серед самих греків, її популярність поширилася під Римською імперією, і Діодор Сікулій писав, що релігія була відома майже в усьому населеному світі.
Майже таким же відомим був культ Серапіса, єгипетського божества, незважаючи на грецьку назву, який був створений в Єгипті за династії Птолемеїв. Серапісу протегували греки, що оселилися в Єгипті. Ця релігія включала обряди ініціації, такі як Елевсінські містерії. Страбон писав про Серапеона в Канопі поблизу Александрії як про те, що їм заступали найповажніші люди.
Релігія Атаргатіс (пов’язана з вавилонською та ассирійською Іштар і фінікійською Баалат Гебал), богинею родючості та моря з Сирії, також була популярною. До 3-го століття до нашої ери її поклоніння поширилося з Сирії до Єгипту та Греції, а зрештою досягло Італії та заходу. Релігія Кібели (або Великої Матері) прийшла з Фригії до Греції, а потім до Єгипту та Італії, де в 204 році до нашої ери римський сенат дозволив їй поклонятися. Вона була богинею-цілителем і захисницею, а також охоронцем родючості та дикої природи. 
Інша таємнича релігія була зосереджена навколо Діоніса . Хоча це рідко в материковій Греції, воно було поширеним на островах і в Анатолії. Члени були відомі як вакханки, а обряди мали оргіастичний характер. З цим був пов’язаний останній із греко-римських богів, Антіной, який був синкретизований з Осірісом, Діонісом та іншими божествами.
Ці нововведені релігії та боги мали лише обмежений вплив у самій Греції; основним винятком був Делос , який був великим портом і торговим центром. Острів був священним місцем народження Аполлона й Артеміди, а до 2 століття до н. е. також був домом для корінних грецьких релігій, які слідують за Зевсом, Афіною, Діонісом, Гермесом, Паном і Асклепієм . Але були також культові центри для єгипетських Сарапіса та Ісіди, а також сирійських Атаргатіс і Хадад. До 1 століття до н. е. існували додаткові релігії, які слідували за Ваалом і Астартою, єврейська синагога та римляни, які дотримувалися оригінальних римських релігій богів, таких як Аполлон і Нептун.

### Правительські культи

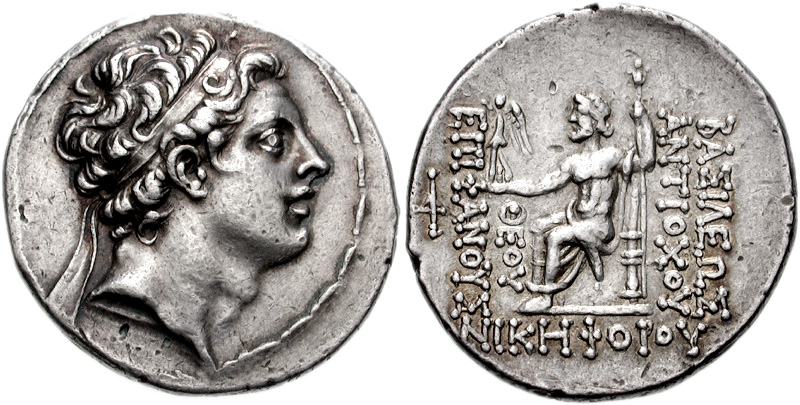
Монета із зображенням Антіоха IV, грецький напис: ΘΕΟΥ ΕΠΙΦΑΝΟΥΣ ΝΙΚΗΦΟΡΟΥ / ΒΑΣΙΛΕΩΣ ΑΝΤΙΟΧΟΥ (Цар Антіох, образ Бога, носій перемоги)

Ще одним нововведенням елліністичного періоду стало встановлення культів правителів елліністичних царств. Перший з них був заснований за Александра, чиї завоювання, влада та статус піднесли його до рівня, що вимагав особливого визнання. Його наступники продовжували його поклоніння аж до того моменту, коли в Єгипті за Птолемея I Сотера ми бачимо, що Александра шанували як бога. Син Птолемея Птолемей II Філадельф проголосив свого покійного батька богом, а себе зробив живим богом.
Таким чином Птолемеї адаптували попередні єгипетські ідеї щодо поклоніння фараонам . В інших місцях практика була різною; правитель міг отримати божественний статус без повного статусу бога, як це сталося в Афінах у 307 році до н ., споруджено вівтар; засновано щорічний фестиваль; і введено посаду «священика Спасів». Храми, присвячені правителям, були рідкісними, але їхні статуї часто зводили в інших храмах, а царям поклонялися як «богам, які діляться храмами».

### Астрологія і магія

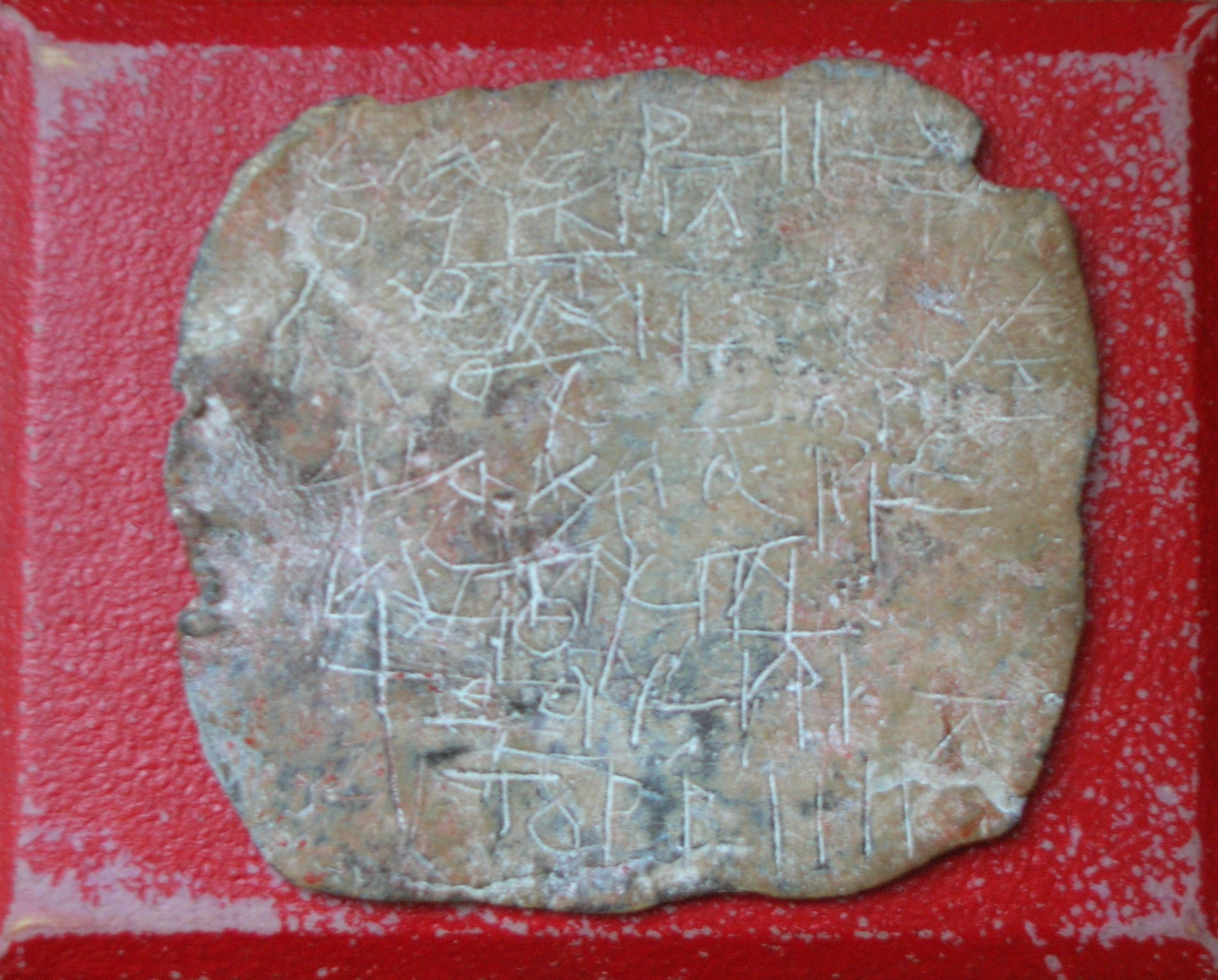
Табличка прокляття.

Існує багато доказів використання забобонів і магії в цей період. Оракулярні святині та святилища все ще були популярні. Існує також багато доказів використання чар і прокляття . На дверях будинків розміщували символи, які приносили удачу або відлякували нещастя для мешканців будинку.
Обереги, часто вирізані з дорогоцінного або напівкоштовного каміння, мали захисну силу.  Статуетки, виготовлені з бронзи, свинцю або теракоти, протикали шпильками або цвяхами і використовували для заклинань. Для прокльонів використовували таблички з прокляттями, зроблені з мармуру або металу (особливо свинцю).
Астрологія — віра в те, що зірки й планети впливають на майбутнє людини — виникла у Вавилонії, де спочатку її застосовували лише до царя чи нації. Греки в елліністичну епоху розробили її у фантастично складну систему елліністичної астрології, знайому пізнішому часу. Інтерес до астрології стрімко зріс з 1 століття до нашої ери.

### Елліністична філософія
Альтернативу традиційній релігії запропонувала елліністична філософія. Однією з цих філософій був стоїцизм, який вчив, що життя має відбуватися відповідно до раціонального порядку, який, на думку стоїків, керує Всесвітом; люди повинні були прийняти свою долю відповідно до божественної волі, і доброчесні вчинки повинні здійснюватися заради їх власної внутрішньої цінності. Іншою філософією було епікуреїзм, який вчив, що Всесвіт підпорядкований випадковим рухам атомів, і життя потрібно прожити, щоб досягти психологічного задоволення та відсутності болю. Інші філософії включали пірронізм, який навчав, як досягти внутрішнього миру через призупинення судження ; цинізм (філософія), що виражає зневагу до умовностей і матеріальних благ; платоніки, які слідували вченню Платона, і перипатетики, які слідували Арістотелю . Усі ці філософії більшою чи меншою мірою прагнули пристосуватися до традиційної грецької релігії, але філософи та ті, хто навчався під їх керівництвом, залишалися невеликою групою обраних, здебільшого обмеженою освіченою елітою.

## Елліністичний юаїзм
Елліністичний юдаїзм був формою юдаїзму в стародавньому світі, яка поєднувала єврейську релігійну традицію з елементами грецької культури . До падіння Римської імперії та мусульманських завоювань Східного Середземномор’я головними центрами елліністичного юдаїзму були Александрія (Єгипет) і Антіохія (нині Південна Туреччина), два головних грецьких міських поселення на Близькому Сході та в Північній Африці . обидва засновані наприкінці 4 століття до нашої ери після завоювань Александра Македонського . Елліністичний юдаїзм також існував в Єрусалимі під час періоду Другого Храму, де був конфлікт між еллінізаторами та традиціоналістами (іноді їх називають юдаїстами).
Основним літературним продуктом контакту юдаїзму Другого Храму та елліністичної культури є переклад Септуагінти єврейської Біблії з біблійної івриту та біблійної арамейської на грецьку койне, зокрема, єврейську грецьку койне . Слід згадати також філософсько-етичні трактати Філона та історіографічні праці інших елліністичних єврейських авторів. 
Занепад елліністичного юдаїзму почався у 2 столітті нашої ери, і його причини досі не до кінця вивчені. Цілком можливо, що врешті-решт воно було маргіналізовано, частково поглинено або поступово стало койнемовним ядром раннього християнства, зосередженого на Антіохії та її традиціях, таких як Мелкітська католицька церква та Грецька православна церква Антіохії.

## Дивись також
- Гностицизм
- Греко-буддизм
- Містерії
- Герметизм
- Відповідність римських і грецьких богів
- Неоплатонізм
- Релігія в Стародавньому Римі

## Джерело
- Chamoux, François; Roussel, Michel (2002), Chapter 9 - The Needs of the Soul, Hellenistic Civilization, Wiley-Blackwell, ISBN 0-631-22242-1
- Chaniotis, Angelos (2003), The Divinity of Hellenistic Rulers, у Erskine, Andrew (ред.), A Companion to the Hellenistic World, Wiley-Blackwell, ISBN 1-4051-3278-7
- Evans, James (1998), The History and Practice of Ancient Astronomy, Oxford University Press, ISBN 0-19-509539-1
- Mikalson, Jon D. (2006), Greek Religion - Continuity and Change in the Hellenistic Period, у Bugh, Glenn Richard (ред.), The Cambridge Companion to the Hellenistic World, Cambridge University Press, ISBN 0-521-53570-0
- Shipley, Graham (1999), Chapter 5 - Religion and Philosophy, The Greek world after Alexander, 323-30 B.C., Routledge, ISBN 0-415-04618-1